# Olympische Jugend-Sommerspiele 2018/Teilnehmer (Zentralafrikanische Republik)
| Gelbes Symbol für Goldmedaillen mit stilisierten Olympischen Ringen | Graues Symbol für Silbermedaillen mit stilisierten Olympischen Ringen | Braundes Symbol für Bronzemedaillen mit stilisierten Olympischen Ringen |
| ------------------------------------------------------------------- | --------------------------------------------------------------------- | ----------------------------------------------------------------------- |
| —                                                                   | —                                                                     | —                                                                       |

Die Zentralafrikanische Republik nahm an den Olympischen Jugend-Sommerspielen 2018 in Buenos Aires mit einem Athleten und einer Athletin teil.

## Teilnehmer nach Sportarten

### Leichtathletik
Laufen und Gehen
| Athleten         | Wettbewerb | 1. Durchgang | 1. Durchgang | 2. Durchgang | 2. Durchgang | Gesamt  | Gesamt | Rang |
| Athleten         | Wettbewerb | Zeit         | Rang         | Zeit         | Rang         | Zeit    | Rang   | Rang |
| ---------------- | ---------- | ------------ | ------------ | ------------ | ------------ | ------- | ------ | ---- |
| Jungen           |            |              |              |              |              |         |        |      |
| Benjamin Ombenga | 200 m      | 22,51 s      | 21           | 21,79 s      | 20           | 44,30 s | 21     | 21   |

### Schwimmen
| Athleten        | Wettbewerb    | Vorlauf | Vorlauf | Halbfinale    | Halbfinale    | Finale        | Finale        | Rang |
| Athleten        | Wettbewerb    | Zeit    | Rang    | Zeit          | Rang          | Zeit          | Rang          | Rang |
| --------------- | ------------- | ------- | ------- | ------------- | ------------- | ------------- | ------------- | ---- |
| Mädchen         |               |         |         |               |               |               |               |      |
| Chloé Sauvourel | 50 m Freistil | 34,54 s | 51      | ausgeschieden | ausgeschieden | ausgeschieden | ausgeschieden | 51   |